# Quartera
Una quartera és una mesura antiga, de diferent capacitat segons què s'havia de mesurar i també segons el territori on s'aplicava. Per això el mostassaf de les batllies catalanes disposava d'estris per a la quartera estàndard del seu territori. S'han conservat mesures d'aquesta mena a Barcelona (Museu d'Història de Barcelona), Falset, la Seu d'Urgell i Montblanc, per exemple, entre altres llocs. La quartera de gra solia oscil·lar a l'entorn dels 70 litres; la d'olives, al voltant dels 80; la de sembradura equivalia a l'espai que es podria sembrar amb una quartera de blat, que equival a la província de Barcelona a 2.448,25 m². La quartera es podia subdividir en quartans, quartons o picotins. Una sisena part de la quartera era, sobretot a la zona pirinenca i especialment a Andorra, un sesteró. Aquestes mesures foren suprimides amb la implantació del Sistema mètric decimal, però en molts àmbits rurals els pagesos encara s'entenen amb aquesta mesura, a l'hora de considerar la capacitat de les terres que treballen, per exemple.
Una almosta o ambosta en temps medievals era una mesura d'àrids submúltiple de la quartera de gra. A Sant Celoni equivalia a 1/64 part d'una quartera. A Montpalau l'almosta era de quart i de cinquè. Al Pirineu també es deia punyera